# Alta disponibilitat
Alta disponibilitat (high availability) és un protocol de disseny del sistema i la implementació associada que assegura un cert grau absolut de continuïtat operacional durant un període donat (el que es mesura). Disponibilitat es refereix a la possibilitat de la comunitat d'usuaris per poder entrar, sotmetre nous treballs, actualitzar o alterar treballs existents o recollir els resultats de treballs previs. Si un usuari no pot accedir al sistema es diu que no està disponible. El terme temps d'inactivitat (caiguda) es fa servir per definir quan el sistema no està disponible.

## Temps d'inactivitat
PlanificatTípicament el temps d'inactivitat planificat és un resultat del manteniment que perjudica l'operació del sistema i que no pot ser evitat amb la configuració del sistemes instal·lats normalment. Esdeveniments que generen temps d'inactivitat planificats poden incloure l'aplicació d'un pedaç al programari del sistema que requereix un reinici, o canvis en la configuració del sistema que prenen efecte després d'haver-lo reiniciat. En general el temps d'inactivitat planificat és usualment el resultat d'un esdeveniment lògic o de gestió interna de manteniment.
No planificatEl temps d'inactivitat no planificat sorgeix d'algun esdeveniment físic com ara avaries del maquinari o anomalies ambientals. Exemples d'esdeveniments amb temps d'inactivitat no planificats inclouen avaries d'alimentació, fallades en els components de la Unitat Central de Procés (CPU) o de la RAM, una caiguda per escalfament, una fallada lògica o física de les connexions de xarxa, ruptures de seguretat catastròfiques o fallades en el sistema operatiu, aplicacions i middleware.
Molts llocs computacionals exclouen el temps d'inactivitat planificat dels càlculs de disponibilitat, assumint, correcta o incorrectament, que el temps d'activitat planificat té poc o cap impacte sobre la comunitat d'usuaris computacionals. Excloent el temps d'inactivitat planificat, molts sistemes poden reclamar tenir una alta disponibilitat impressionant, la qual cosa dona la il·lusió de disponibilitat contínua. Sistemes que exhibeixen veritable disponibilitat contínua són comparativament rars i cars, i tenen dissenys acuradament implementats que eliminen qualsevol punt únic de fallada i permeten que el maquinari, la xarxa, el sistema operatiu, el middleware i l'actualització d'aplicacions, pedaços i reemplaçaments es facin en línia.

## Càlculs percentuals
La disponibilitat s'expressa normalment com un percentatge del temps de funcionament durant tot un any. En un any donat, el nombre de minuts de temps d'inactivitat no planejat és registrat per a un sistema, el temps d'inactivitat no planificat agregat es divideix pel nombre total de minuts d'un any (aproximadament 525.600) produint un percentatge de temps d'inactivitat, el complement és el percentatge de temps de funcionament el qual és el que s'anomena com disponibilitat del sistema.
Els valors comuns de disponibilitat s'enuncien típicament com una quantitat de "nous", que per a sistemes considerats altament disponibles són:
- 99,9% = 43,8 minuts/mes o 8,76 hores/any ("tres nous")
- 99,99% = 4,38 minuts/mes o 52.6 minuts/any ("quatre nous")
- 99,999% = 0,44 minuts/mes o 26/05 minuts/any ("cinc nous")

Cal remarcar que temps de funcionament i disponibilitat no són sinònims. Un sistema pot estar en funcionament i no disponible com en el cas d'una fallada de xarxa. Es pot apreciar que aquests valors de disponibilitat són visibles principalment en documents de vendes o màrqueting, en lloc de ser una especificació tècnica completament mesurable i quantificable.

## Mesura i interpretació
Atès que la mesura de la disponibilitat està subjecta a algun grau d'interpretació. Un sistema que ha estat en funcionament 365 dies en un any no de traspàs potser ha estat eclipsat per un error de xarxa que al llarg de 9 hores durant un període d'ús pic, la comunitat d'usuaris veurà el sistema com no disponible, mentre l'administrador del sistema reclama el 100% de "temps de funcionament". No obstant això, seguint la veritable definició de disponibilitat, el sistema ha estat aproximadament disponible un 99.897% (8.751 hores de disponibilitat de les 8.760 hores per any de no traspàs).
Alguns sistemes que experimenten problemes de rendiment són freqüentment estimats com parcialment no disponibles pels usuaris mentre els administradors potser tinguin una percepció diferent (probablement incorrecta, encara que certament en el sentit de l'empresa). Semblantment la no disponibilitat de funcions d'aplicació no seleccionades potser passin inadvertides per als administradors però podrien ser devastadores per a usuaris que necessiten una veritable disponibilitat integral.
Per determinar la disponibilitat cal mesurar-la, idealment amb eines de monitoratge que tinguin ("instrumentació") que altament disponibles elles mateixes. Si hi ha una manca d'instrumentació, els sistemes que suporten un alt volum de processament de transaccions durant dia i nit, com ara el processament de targetes de crèdit o els commutadors telefònics, són freqüentment millor monitorats, si més no, pels mateixos usuaris, quan els sistemes experimenten pauses periòdiques.

## Conceptes relacionats
El temps de recuperació, que és el temps total requerit per una apagada planificada o el temps requerit per a la recuperació completa d'una caiguda no planificada, està directament relacionat amb la disponibilitat. El temps de recuperació pot ser infinit amb certs dissenys i fallades del sistema, on la recuperació total és impossible. Un d'aquests exemples és un incendi o inundació que destrueix un centre de dades i els seus sistemes si no hi ha un centre de dades secundari per recuperació davant de desastres.
La disponibilitat de dades és un altre concepte relacionat, S'entén com a tal el nivell de fiabilitat en què les bases de dades i altres sistemes d'emmagatzematge de la informació, registren i retornen fidelment les transaccions del sistema. Els especialistes de gestió de la informació sovint enfoquen separadament la disponibilitat de les dades per a determinar una pèrdua de dades acceptable o real amb diversos esdeveniments o condicions. Alguns usuaris poden tolerar interrupcions en el servei de l'aplicació però no en la pèrdua de dades 

## Disseny d'un sistema d'alta disponibilitat
Paradoxalment, afegir més components al sistema pot fer sotsobrar els esforços per aconseguir una alta disponibilitat. Això és degut al fet que sistemes complexos tenen inherentment més punts d'errors potencials i són més difícils d'implementar correctament. La majoria dels sistemes altament disponibles segueixen un patró de disseny simple: un sistema físic multi-propòsit simple d'alta qualitat amb redundància interna incorporada, que executi totes les funcions independentment, aparellat amb un segon sistema en una localització física separada.
Aquest clàssic patró de disseny és comú entre les institucions financeres per exemple. La indústria de la informàtica i les comunicacions ha establert un Servei Fòrum de la Disponibilitat que acollirà la creació de productes d'infraestructures de xarxa, serveis i sistemes d'alta disponibilitat. El mateix principi de disseny bàsic s'aplica més enllà de la informàtica en diversos camps com centrals nuclears, l'aeronàutica i o els centres mèdics.